# Resolució 1948 del Consell de Seguretat de les Nacions Unides
La Resolució 1948 del Consell de Seguretat de les Nacions Unides fou adoptada per unanimitat el 18 de novembre de 2010. Després de recordar les resolucions anteriors sobre els conflictes a l'antiga Iugoslàvia, incloses les resolucions 1031 (1995), 1088 (1996), 1423 (2002), 1491 (2003), 1551 (2004), 1575 (2004), 1639 (2005), 1722 (2006), 1764 (2007), 1785 (2007), 1845 (2008), 1869 (2008) i 1895 (2009), el Consell va prorrogar el mandat d'EUFOR Althea a Bòsnia i Hercegovina durant un any addicional fins al 18 de novembre de 2011.
L'extensió va ser sol·licitada per l'Alt Representant per a Bòsnia i Hercegovina, Valentin Inzko.

## Resolució

### Observacions
El Consell de Seguretat va ressaltar l'acord polític dels conflictes a l'antiga Iugoslàvia, i va reiterar que el retorn dels refugiats era essencial per a la pau. Va assenyalar que alguns aspectes de l'acord de Dayton no s'havien implementat quinze anys després de la seva signatura i van subratllar el progrés de Bòsnia i Hercegovina cap a la integració euroatlàntica i la seva transició cap a un país europeu democràtic modern.
El preàmbul de la resolució va donar la benvinguda a la decisió dels ministres d'Afers Exteriors europeus de continuar donant suport a l'operació Althea i la celebració reeixida de les eleccions l'octubre de 2010.

### Actes
Actuant sota el Capítol VII de la Carta de les Nacions Unides, la resolució va ressaltar que la responsabilitat de l'aplicació de l'Acord de Dayton descansava sobre les autoritats de Bòsnia i Hercegovina en el procés de reconstrucció de la societat i un estat viable. Es va recordar a les parts de l'acord a complir-lo i cooperar amb altres entitats en la seva implementació, inclòs el Tribunal Penal Internacional per a l'antiga Iugoslàvia.
Els estats participants a EUFOR van ser autoritzats a continuar operant durant 12 mesos més com a successor legal de SFOR. Va donar la benvinguda a la decisió de la seu de l'OTAN d'ajudar en la implementació de l'acord. Els Estats membres també estaven autoritzats a adoptar totes les mesures necessàries per facilitar la implementació i el compliment dels annexos 1-A i 2 de l'acord de pau, protegir les tropes i garantir el compliment de les normes que regeixen l'ús de l'espai aeri sobre el país.